# Самски рат
Самски рат (440-439. п. н. е.) био је рат између Атине и Самоса. Рат је започео атинском интервенцијом у спор између Самоса и Милета. Атина је послала флоту под заповедништвом Периклеа, срушила је олигархијску власт и успоставила демократију на Самосу. Након одласка Периклеа олигарси су се вратили на власт уз персијску помоћ. Атина је послала нову експедицију и након победе над самском флотом држала је Самос под опсадом. Самос се предао након деветомесечне опсаде. По предаји били су присиљени да сруше бедеме, предају флоту, успоставе демократију и плаћају ратну одштету.

## Милет се жали на Самос и тражи помоћ Атине
Самос је 440. п. н. е. ратовао са Милетом због Пријене, античког града у Јонији у подножју Микале. Милет је губио у том рату, па су се жалили против Самоса у Атини. Милет је био војно слаб, пошто је након две побуне против Атине био присиљен да се разоружа и да плаћа данак Атини. Самос је са друге стране био међу три независне државе Делског савеза. Атињани су одлучили да интервенишу и корист Милета. Историчари се не слажу који је разлог њихове интервенције. Једни сматрају да су Атињани хтели да заштите демократију на Милету, која је била угрожена од стране самоске олигархије. Други сматрају да су Атињани били узнемирени веродостојношћу ако не заштите ону страну, коју су сами разоружали. Периклеови политички непријатељи су са друге стране оптуживали Периклеа да нагиње Милету, јер му је жена пореклом са Милета.

## Перикле руши олигархију на Самосу
Поред жалби са Милета постојали су и појединци на Самосу, који су настојали да се на Самосу успостави демократија. Атињани су послали флоту од 40 трирема под заповедништвом Перикла. Атињани су на Самосу оборили олигархијску власт, успоставили демократију, узели су 100 таоца и одвели их на Лемнос. На Самосу су оставили гарнизон и вратили се кући.

## Поновна успостава олигархије уз персијску помоћ
Мир на Самосу није трајао дуго. Група олигарха побегла је са Самоса у Сард и склопили су споразум са персијским сатрапом Писутном. Захваљујући помоћи персијског сатрапа сакупили су 700 плаћеника. Сарађујући са истомишљеницима унутар самог града напали су Самос уз помоћ 700 плаћеника. Лако су преузели власт, а након тога ослободили су и таоце на Лемносу. Све Атињане и њихове присталице предали су персијском сатрапу Пистуни. Након тога почели су да се спремају на рат против Милета. Атина се нашла у озбиљној кризи, јер се побунила моћна клијентска држава. Криза је постала још озбиљнија, када су избиле побуне и код других чланова Делског савеза. Побунио се Бизантиј, а и Митилена је била спремна да се побуни. Атина је била у проблемима, јер би успешно одметање тако јаке силе попут Самоса значило брзи крај атинске доминације у Егејском мору.

## Деветомесечна опсада Самоса
Атињани су одмах послали 60 бродова против Самоса. Од тих бродова 16 је требало да обавља различите мисије. Са преостала 44 брода сукобили су се у поморској бици код Трагије са самском флотом. Самска флота имала је 50 трирема и 20 транспортних бродова. Атинском флотом заповедао је Перикле и у бици код Трагије натерао је самску флоту у бекство. Након искрцавања на острву Перикле је још имао проблема са Самљаним. Када му је стигло још 40 бродова из Атине и 25 са Хиоса и Лезбоса тада је опколио Самос и са копна и са мора.
Када је обуздао побуну на тај начин, Перикле је добио вест да ће га напасти персијска флота. Кренуо је против њих са 60 бродова и отпловио је до Карије. Самљани су искористили Периклеово одсуство, па су изненада испловили својим бродовима, напали атински незаштићени логор и потопили стражарске бродове. Након тога победили су остале атинске бродове и 14 дана су господарили морем око Самоса. Пошто им је море поново било слободно могли су да увозе све што им је било потребно.
Када се Перикле вратио победио је самску флоту, а након тога поново је блокирао Самос. Стигло му је онда још 70 бродова. Током опсаде употребљавали су и опсадне справе. Самска флота је била још једном поражена у мањем поморском сукобу. Након деветомесечне опсаде Самос се предао. Самљани су били присиљени да :
- сруше зидине
- да успоставе демократски облик власти
- да предају флоту
- да плате Атини ратну штету од 1.300 таланата током 26 година.

Након тога предао се и Бизантиј.

## Опасност од интервенције Спарте
Иако је Атина успоставила ред у својој империји, ситуација је била веом тешка, јер је постојала опасност да Пелопонески савез интервенише и умеша се. Тукидид извештава о томе како су у Атину 433. п. н. е. дошли представници Керкире и Коринта, како је Керкира тражила да им Атина помогне у спору са Коринтом. Тада је представник Коринта рекао да је Пелопонески савез био подељен приликом гласања да ли да се помогне Самос, када га је Атина напала. Рекао је и да је Коринт био против те интервенције.